# 国際モーターサイクリズム連盟
国際モーターサイクリズム連盟（こくさいモーターサイクリズムれんめい、Fédération Internationale de Motocyclisme）は、オートバイによるモータースポーツやツーリングの便宜を図り、二輪モータースポーツの国際統括を行う国際競技連盟である。略称はFIM。

## 概要
1904年に設立し、のちにスイス・ミースに本部が置かれている。世界80カ国が加盟しており、日本からは日本モーターサイクルスポーツ協会 (MFJ) が加盟している。2000年より国際オリンピック委員会 (IOC) 承認国際競技連盟となりIOC承認国際競技連盟連合 (ARISF) に加盟した。モーターサイクルスポーツをオリンピックの正式競技とすべく、積極的な活動を行っている。

## 歴史
1900年、パリ - リヨン間を走る第1回ゴードン・ベネット・カップレースが開催され、その正式名称は国際トロフィーレースである。ヨーロッパ各国が国別対抗で競うレースであり、このレースはインターナショナルレースの元祖となり、フランスは「自動車レース発祥の地」と称されるようになる。このような歴史的背景により、FIMのレギュレーションはフランス語中心で記述されている。
1904年12月21日にレースを統括する組織として設立されたFICM (Fédération Internationale des Clubs Motocyclistes) がFIMの前身で、オーストリア、デンマーク、フランス、ドイツとイギリスが加盟していた。しかしFICMは1906年7月に解散が決定し、翌年から事実上の活動停止となった。
5年後の1912年11月28日に、英国のオートバイ同盟によってロンドンで開催された会議にベルギー、デンマーク、フランス、イギリス、イタリア、オランダおよびアメリカからの代表者が出席し、FICMはオートバイによる競技やツーリングの面を管理したり開発したりして、それらの分野のオートバイユーザーを支援するために再設立された。2週間後にパリで開催された会議にはドイツ、オーストリアならびにスイスも参加して、これら10カ国がFICMの公式創設メンバーであるとされている。第二次世界大戦の直前には、加盟国は30カ国に増えた。
戦後は1946年に活動を再開し、1949年にFICMはFederation Internationale Motocycliste (FIM)となり、1951年にFIMは国際協会連合によって非政府組織として認知された。1959年1月に、FIMはスイスのジュネーブへと本部を移した。
1967年、国際競技連盟連合 (GAISF) の設立メンバーとなった。
1984年、国際スポーツ科学体育協議会 (ICSSPE) のメンバーになった。
1994年、欧州交通安全評議会 (ETSC) のメンバーになった。
1998年1月に、暫定基準に則ったIOC承認国際競技連盟の資格が与えられ、同年5月にARISFのメンバーとなった。また同年、FIMは正式名称をFederation Internationale de Motocyclismeと改名した。2000年9月、シドニーで開かれたオリンピック大会の開催中に、公式なIOC公認資格が与えられた。
2001年に、FIMは世界観光機関 (WTO) の加盟団体となった。

## 地域別組織
- ヨーロッパモーターサイクルユニオン
- アジアモーターサイクルユニオン
- アフリカモーターサイクルユニオン
- 北アメリカモーターサイクルユニオン
- ラテンアメリカモーターサイクルユニオン
- オセアニアモーターサイクルユニオン

## 主な主催イベント
- サーキットレーシング
  - MotoGP
  - スーパーバイク世界選手権
    - スーパースポーツ世界選手権
    - スーパースポーツ300世界選手権

  - FIM世界耐久選手権
  - サイドカー世界選手権（英語版）（サイドカー）
  - MotoE世界選手権

- モトクロス
  - モトクロス世界選手権
  - スーパークロス世界選手権
  - スーパーモト世界選手権（英語版）（スーパーモタード）
  - スノークロス世界選手権（英語版）（スノーモービル）
  - フリースタイルモトクロス世界選手権（フリースタイルモトクロス）
  - モトクロス・オブ・ネイションズ
  - スーパーモト・オブ・ネイションズ（英語版）
  - フリースタイル・オブ・ネイションズ
  - サイドカークロス世界選手権（英語版）（サイドカー）

- トライアル
  - トライアル世界選手権
  - エックストライアル世界選手権
  - トライアル・デ・ネイションズ
  - トライアル・ワールドカップ

- エンデューロ
  - インターナショナル・シックス・デイズ・エンデューロ（ISDE）
  - エンデューロ世界選手権
  - スーパーエンデューロ世界選手権（英語版）
  - ハードエンデューロ世界選手権（英語版）

- ラリー
  - 世界ラリーレイド選手権（FIAとの共催）
  - バハ・ワールドカップ（英語版）

- トラックレーシング
  - スピードウェイ・グランプリ
  - スピードウェイ・ワールドカップ（英語版）
  - アイススピードウェイ・グラディエーターズ世界選手権
  - ロングトラック世界選手権
  - FIMフラットトラックカップ